# Gottlieb Friedrich Bach
Gottlieb Friedrich Bach (1714-1785) fue un pintor y organista alemán.
Hijo de Johann Ludwig Bach, nació en Meiningen. Es autor de un conocido retrato de Johann Sebastian Bach, quien, mientras posaba, aprovechó para darle lecciones musicales. Fue pintor del gabinete ducal de Meiningen, en donde también fue apreciado como organista. 
Su padre era primo segundo de J. S. Bach, y fue padre de Johann Philipp Bach.